# 1810 en musique classique
| \| • Retour à la chronologie générale de la musique classique • \| |
| Grèce • Rome • Haut Moyen Âge • VIIIe siècle • IXe siècle • Xe siècle • XIe siècle XIIe siècle • XIIIe siècle • XIVe siècle • XVe siècle • XVIe siècle • XVIIe siècle XVIIIe siècle • XIXe siècle • XXe siècle • XXIe siècle |
| • Retour à la chronologie générale de la musique classique • |

| Années en musique classique : 1807 - 1808 - 1809 - 1810 - 1811 - 1812 - 1813    |
| Décennies en musique classique : 1780 - 1790 - 1800 - 1810 - 1820 - 1830 - 1840 |

Cet article présente les faits marquants de l'année 1810 en musique.

## Événements
- juin : Egmont, musique de scène composée par Ludwig van Beethoven.
- 8 août :  Les Bayadères, opéra de Charles Simon Catel, créé à Paris.
- 15 août : création de Marco Albino in Siria de Giacomo Tritto, au Teatro San  Carlo de Naples
- 16 septembre : Silvana, opéra de Carl Maria von Weber, créé à Francfort-sur-le-Main.
- 3 novembre : première de La cambiale di matrimonio (La Lettre de promesse de mariage), opéra-bouffe de Gioachino Rossini, sur un livret de Gaetano Rossi, créé à Venise.

Date indéterminée
- Publication du Quatuor à cordes no 10 op. 74  « Les Harpes » de Beethoven.
- La Lettre à Élise WoO 59 de Beethoven.
- Cantate pour le mariage de l'empereur Napoléon avec Marie-Louise d'Autriche de Johann Nepomuk Hummel.

## Prix de Rome
1er Prix : Désiré Beaulieu avec la cantate Héro et Léandre.

## Naissances

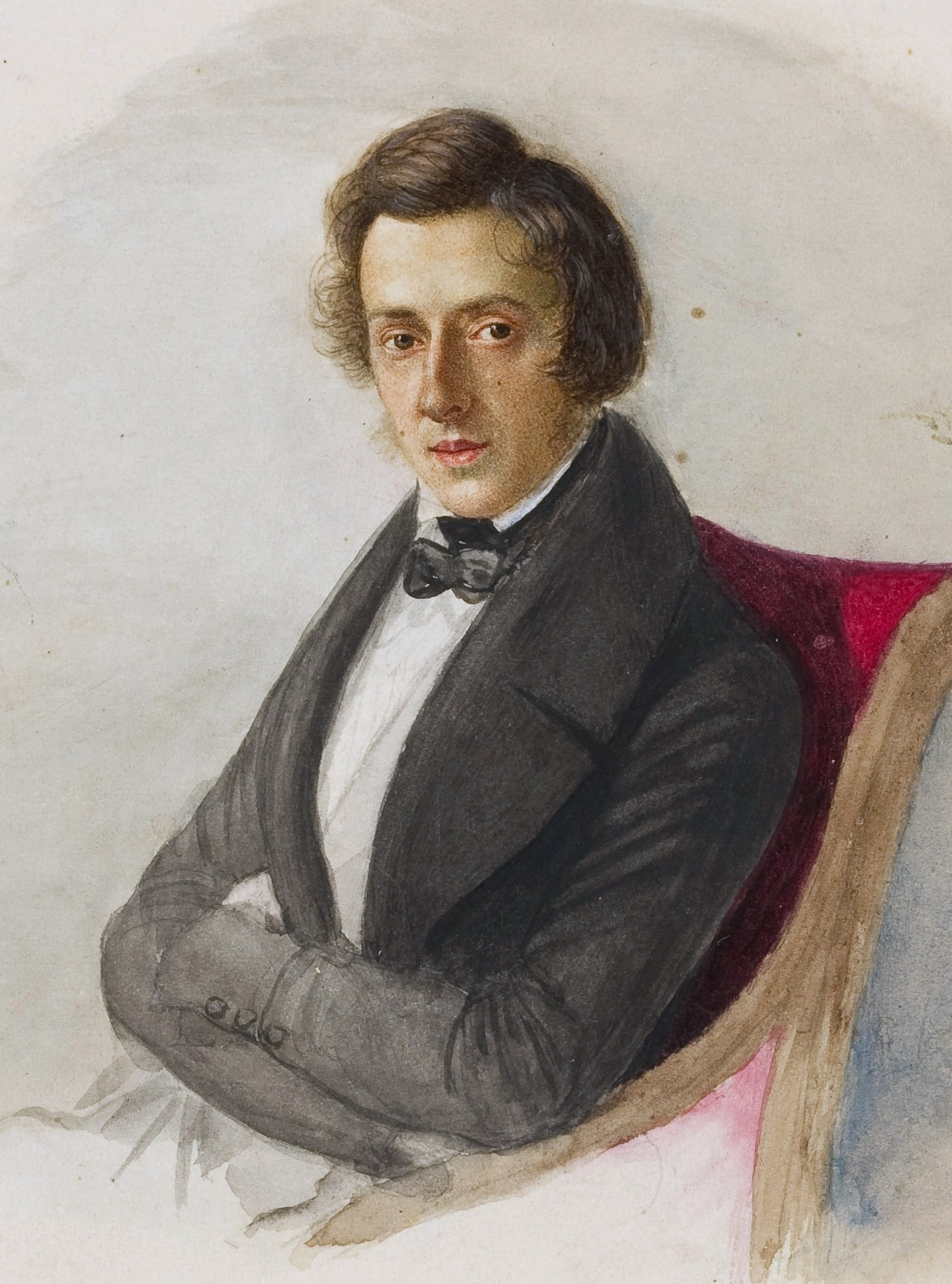
Frédéric Chopin

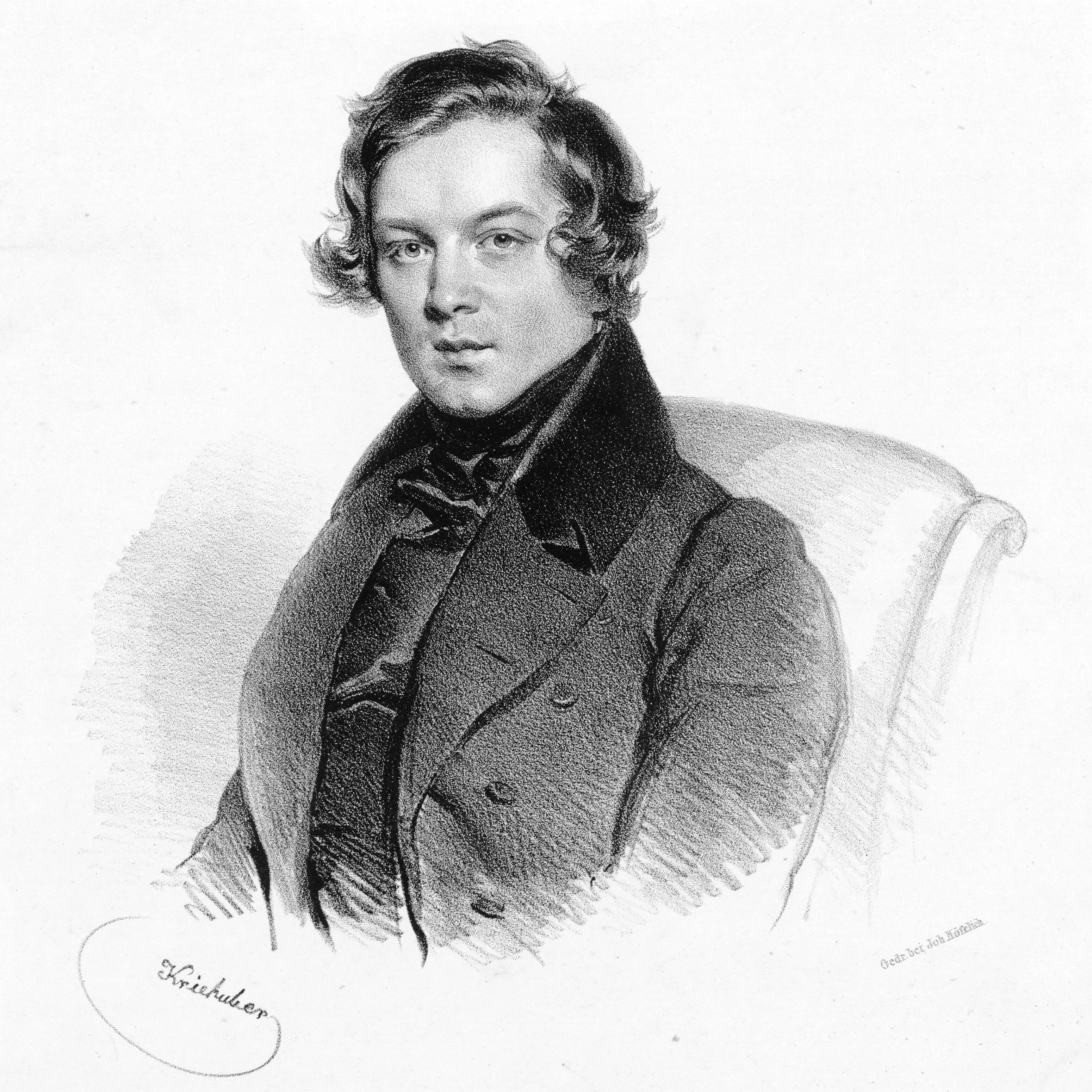
Robert Schumann

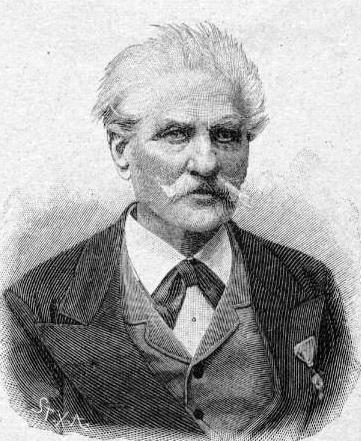
Joseph Gungl

- 5 janvier : Auguste Mermet, compositeur français († 4 juillet 1889).
- 5 février : Ole Bull, violoniste norvégien († 17 août 1880).
- 8 février : Norbert Burgmüller, compositeur et pianiste allemand († 7 mai 1836).
- 11 février : Loïsa Puget, compositrice française († 24 octobre 1889).
- 1er mars : Frédéric Chopin, compositeur et pianiste polonais († 17 octobre 1849).
- 16 mars : Camille Schubert, compositeur français († 13 novembre 1889).
- 13 avril : Félicien David, compositeur français († 29 août 1876).
- 20 avril : Ferdinand David, violoniste et compositeur allemand († 19 juillet 1873).
- 2 mai : Hans Christian Lumbye, compositeur danois († 20 mars 1874).
- 4 mai : Lorenzo Salvi, chanteur italien d'opéra, ténor († 16 janvier 1879).
- 18 mai : Francesco Maria Piave, librettiste italien († 5 mars 1876).
- 8 juin : Robert Schumann, compositeur allemand († 29 juillet 1856).
- 9 juin : Otto Nicolai, compositeur et chef d'orchestre allemand († 11 mai 1849).
- 24 juin : Alicia Ann Spottiswoode, auteur-compositeur et compositrice écossaise († 12 mars 1900).
- 31 juillet : Julian Fontana, pianiste polonais († 23 décembre 1869).
- 6 août : Giorgio Ronconi, baryton italien († 6 août 1890).
- 14 août : Samuel Sebastian Wesley, organiste et compositeur anglais († 19 avril 1876).
- 29 septembre : Auguste Pilati, chef d'orchestre et compositeur français († 1er août 1877).
- 17 octobre : Giovanni Matteo de Candia dit Mario, chanteur d'opéra italien († 11 décembre 1883).
- 19 octobre : Charles Labro, contrebassiste et compositeur français († 28 mai 1882).
- 24 octobre : Carl Baermann, clarinettiste et compositeur allemand († 23 mai 1885).
- 27 octobre : Emmanuel de Fonscolombe, compositeur français, arrière-grand-père d'Antoine de Saint-Exupéry († 21 mars 1875).
- 7 novembre : Ferenc Erkel, compositeur hongrois († 15 juin 1893).
- 15 novembre : Léopoldine Blahetka, pianiste et compositrice autrichienne († 12 janvier 1887).
- 28 novembre : Louis Plaidy, professeur de piano et compilateur allemand de livres d'études de techniques musicales († 3 mars 1874).
- 16 décembre : Eugène Grangé, dramaturge, chansonnier, goguettier, vaudevilliste et librettiste français († 1er mars 1887).

Date indéterminée
- Giovannina Lucca, éditrice italienne d'ouvrages musicaux († 19 août 1894).
- Julien Klemczyński, pianiste et compositeur polonais († 28 octobre 1854).

## Décès

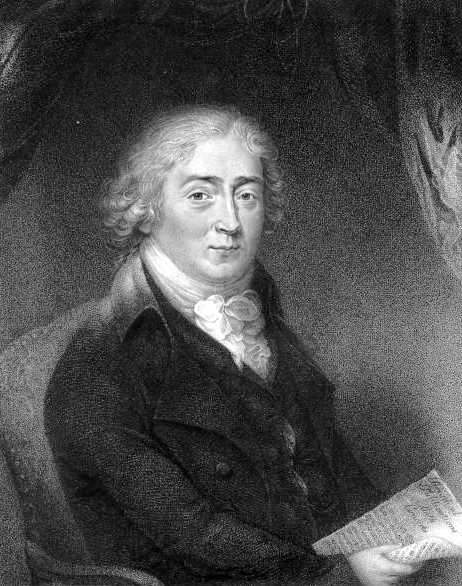
Venanzio Rauzzini

- 8 avril : Venanzio Rauzzini, castrat soprano, compositeur et professeur de chant italien (° 19 décembre 1746).
- 15 juillet : Jean-Baptiste Rey, compositeur et chef d'orchestre français, frère du violoncelliste Louis-Charles-Joseph Rey (° 18 décembre 1734).
- 21 octobre : 
  - Felice Bambini, musicien d'origine italienne (° 1742).
  - Franz Teyber, compositeur, organiste et Kapellmeister autrichien (° 25 août 1758).
- 26 novembre : Nicolas-Étienne Framery, écrivain, poète, dramaturge et compositeur français (° 25 mars 1745).
- 27 novembre : Francesco Bianchi, compositeur et musicologue italien.
- 20 décembre : Maria Theresia Ahlefeldt, compositrice danoise d'origine allemande (° 16 janvier 1755).

Date indéterminée
- Giuseppe Ferlendis, compositeur et hautboïste italien (° 1755).
- Domenico Fischietti, compositeur italien (° 1725).